# Ma peau aime
A Ma peau aime a francia énekes és dalszerző Alma debütáló stúdióalbuma. A Warner Music Group adta ki 2017. május 5-én, Franciaországban. Az album a francia hivatalos lemezeladási listán az 50. helyezést ért el. Tartalmazza a La chute est lente és a Requiem című kislemezeket.

## Kislemezek

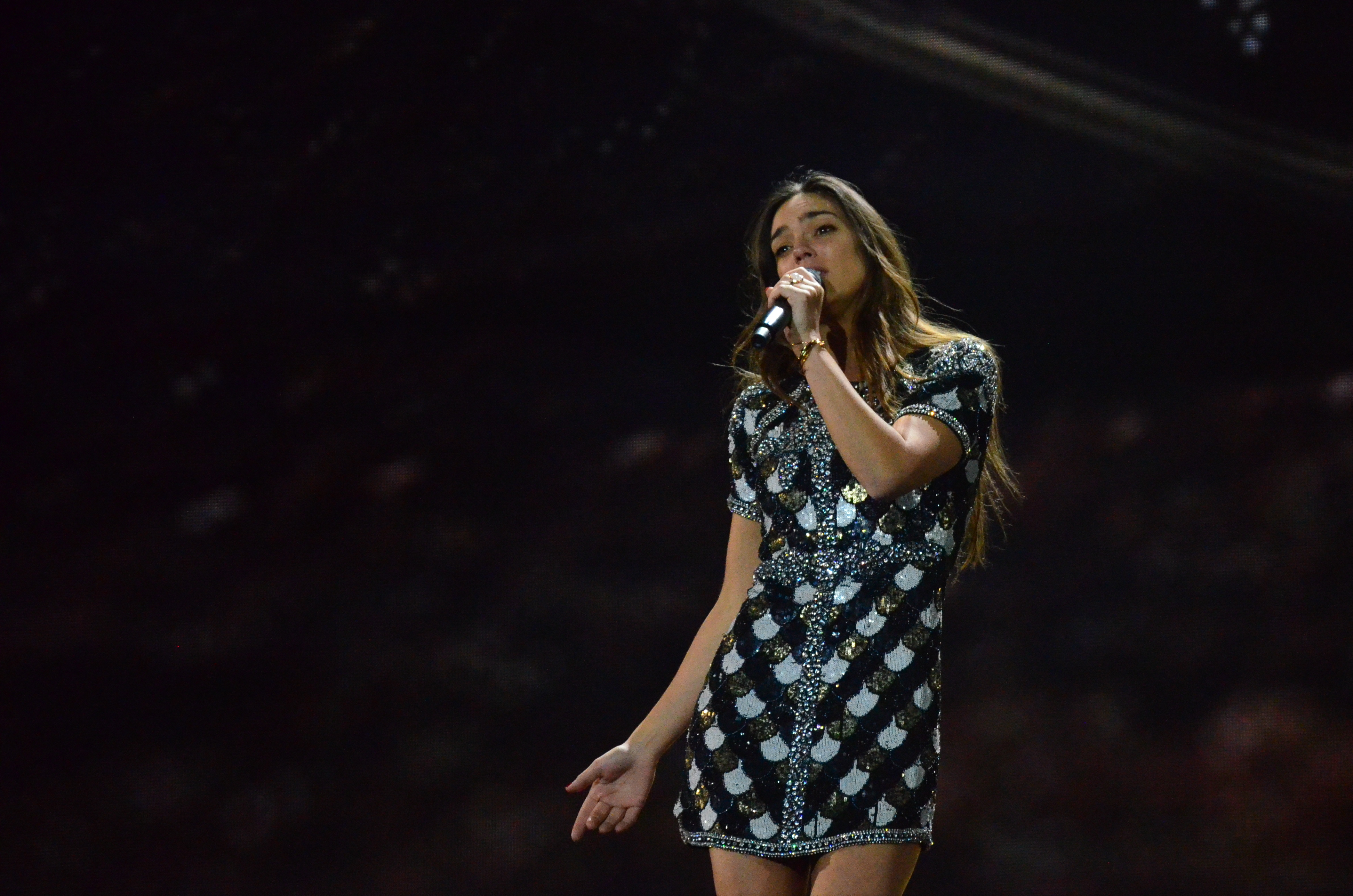
Alma a 2017-es Eurovíziós Dalfesztiválon.

A „La chute est lente” címmel jelent meg az album egyik darabjaként a 2016. június 10-én. „Requiem”-et a második kislemezként adták ki 2017. január 13-án. 2017. február 9-én a France 2 bejelentette, hogy Alma képviseli Franciaországot a 2017-es Eurovíziós Dalfesztiválon. A 2017. május 13-án megtartott döntőben Alma 135 ponttal a 12. helyen végzett.

## Számlista
| #   | Cím                         | Szerző(k)                    | Producer(ek) | Hossz |
| --- | --------------------------- | ---------------------------- | ------------ | ----- |
| 1.  | Requiem                     | Alma Nazim Khaled            | Nazim Khaled | 3:03  |
| 2.  | La chute est lente          | Alma Khaled                  | Khaled       | 3:23  |
| 3.  | Ivre                        | Khaled Pierre Jaconelli      | Khaled       | 3:08  |
| 4.  | L'autre joug                | Khaled                       | Khaled       | 2:57  |
| 5.  | Ma peau aime                | Alma Khaled Jérémy Poligné   | Khaled       | 2:58  |
| 6.  | 8 ans et des poussières     | Alma Khaled Poligné          | Khaled       | 2:55  |
| 7.  | À demi pardonnée            | Alma Khaled Renaud Rebillaud | Khaled       | 3:31  |
| 8.  | Avec des est-ce             | Khaled                       | Khaled       | 3:20  |
| 9.  | Après l'aurore              | Khaled David Gategno         | Khaled       | 3:32  |
| 10. | L'amour fou                 | Alma Khaled Johan Errami     | Khaled       | 3:01  |
| 11. | Quand les vagues reviennent | Alma Khaled                  | Khaled       | 3:12  |
| 12. | J'ai                        | Alma Khaled Franck Authié    | Khaled       | 3:10  |
| 13. | Requiem (Eurovízió)         | Alma Khaled                  | Khaled       | 3:00  |

## Kiadás
| Ország        | Dátum          | Kiadó              | Formátum         |
| ------------- | -------------- | ------------------ | ---------------- |
| Franciaország | 2017. május 5. | Warner Music Group | Zeneletöltés, CD |